# Le Songe (téléfilm, 1963)
Pour les articles homonymes, voir Le Songe (homonymie).
Pour plus de détails, voir Fiche technique et Distribution.
Le Songe (Ett drömspel) est un téléfilm suédois réalisé par Ingmar Bergman, diffusé en 1963.

## Synopsis
Version téléfilmée de la pièce Le Songe d'August Strindberg : voir l'article connexe principal.

## Fiche technique
- Titre : Le Songe
- Titre original : Ett drömspel
- Réalisation : Ingmar Bergman
- Musique : Sven-Erik Bäck
- Décors : Cloffe
- Producteur : Kåre Santesson
- Société de production : Sveriges Radio (branche Sveriges Television)
- Téléfilm dramatique en noir et blanc - 1 h 53 min
- Date de première diffusion ( Suède) : 2 mai 1963

## Distribution

### Rôles principaux
- Ingrid Thulin : Agnès
- Uno Henning : Alfred
- Allan Edwall : l'avocat Axel
- Olof Widgren : le poète

### Autres rôles
(sélection, par ordre alphabétique)
- Maude Adelson : la mariée
- Ragnar Arvedson : un doyen
- Einar Axelsson : un doyen
- Julie Bernby : la baigneuse
- Carl Billquist : Han
- Ingrid Borthen : la mère d'Edith
- Helena Brodin : Hon
- Märta Dorff : Kristin
- Elsa Ebbesen : la concierge
- John Elfström : le maître-verrier
- Signe Enwall : le fantôme
- Ragnar Falck : le père
- Manne Grünberger : un doyen
- Olle Hilding : le retraité
- Margaretha Krook : Edith
- Åke Lagergren : le narrateur
- Eivor Landström : Lina
- Jan-Eric Lindquist : l'afficheur
- Jörgen Lindström : l'étudiant
- Birger Malmsten : le marié
- Curt Masreliez : le quartier-maître
- John Melin : le policier
- Börje Mellvig : le recteur
- Sven Nilsson : un doyen
- John Norrman : le porteur
- Willy Peters : le chancelier
- Britta Pettersson : la danseuse
- Georg Årlin : l'aveugle
- Brita Öberg : la mère
- Alf Östlund : le baigneur